# SS City of Milwaukee
Le SS City of Milwaukee est un traversier-rail à vapeur des Grands Lacs qui sillonnait autrefois le lac Michigan, souvent entre Muskegon (Michigan) et Milwaukee (Wisconsin). Il a été construit en 1931 pour la Grand Trunk Milwaukee Car Ferry Company et est le seul navire d'avant les années 1940 de ce type à avoir survécu. Il sert maintenant de navire-musée, de chambre d'hôtes et de lieu d'événement sur le front de mer du lac Manistee à Manistee. Il a été désigné National Historic Landmark en 1990.

## Historique
Le City of Milwaukee a été construit en 1930 et lancé en 1931 à Manitowoc dans le Wisconsin. Ce navire à coque en acier d'une capacité de 28 à 30 wagons à pleine charge remplaça le SS Milwaukee, qui a coulé de toutes les mains le 22 octobre 1929, lors d'un coup de vent.Le service de traversier-rail avait été introduit dans les Grands Lacs en 1892, et il y avait jusqu'à 14 navires opérant sur les lacs au sommet du système. Ces navires spécialisés étaient capables de transporter jusqu'à 34 wagons de chemin de fer à travers les lacs souvent orageux et glacés à tout moment de l'année.

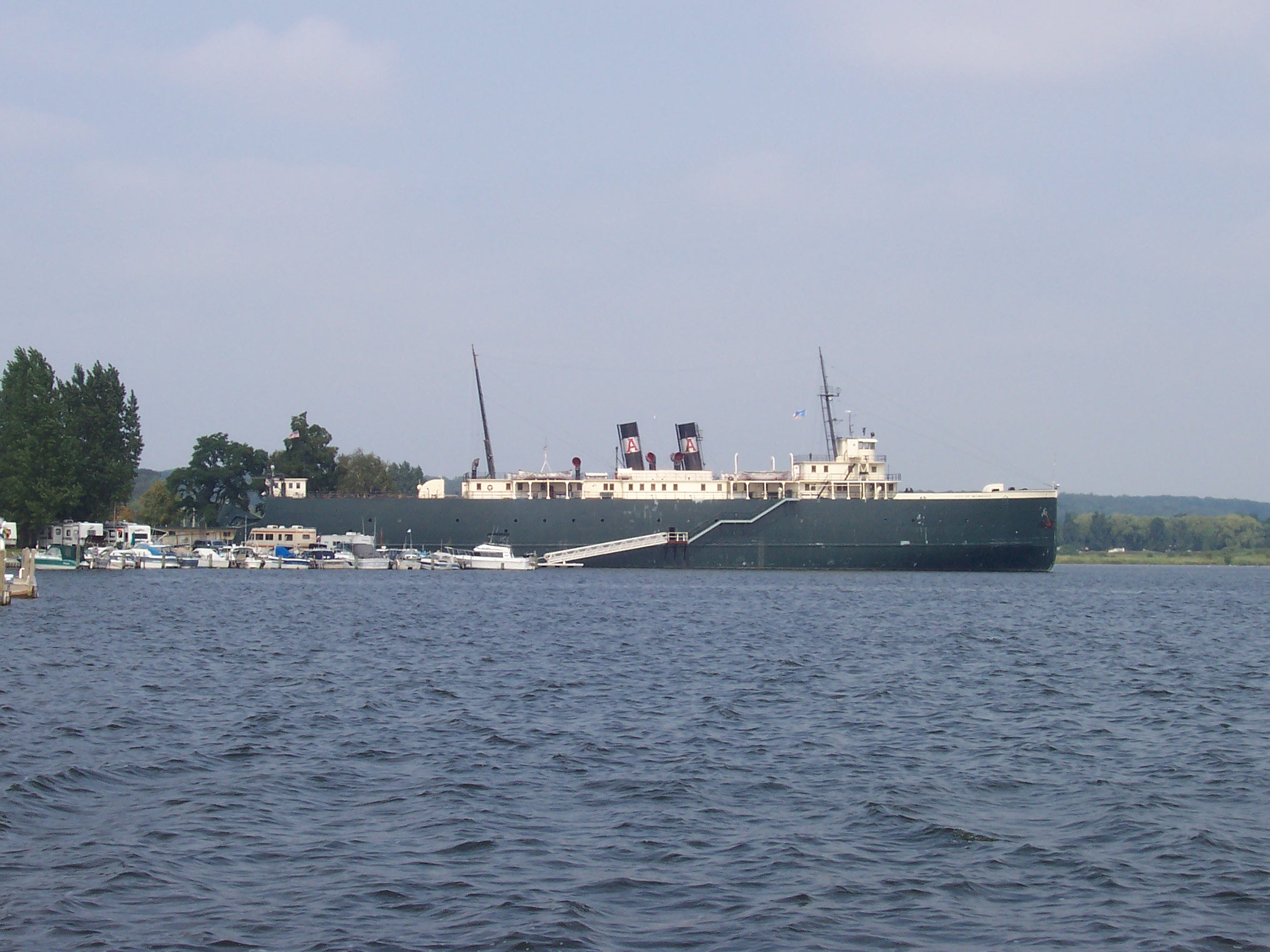
City of Milwaukee à Manistee

À l'origine, il était alimenté par quatre chaudières marines Scotch au charbon jusqu'en 1947, date à laquelle il a été converti au fioul. Deux des quatre chaudières alimentaient les deux moteurs à vapeur alternatifs à triple expansion d'une puissance nominale de 1.350 chevaux  chacun, tandis que la troisième alimentait le générateur et d'autres équipements à vapeur à bord, et le quatrième resterait inactif en s'éteignant avec les autres. Les deux moteurs propulsaient les hélices jumelles à 4 pales en acier moulé de 3,7 m de diamètre et plus de 4,500 kg. Il a un tirant d'eau relativement faible, déterminé en partie parce que les navires transportant des véhicules ferroviaires devaient avoir un pont plat. Les quartiers d'équipage d'ingénierie et d'office, l'office, la salle à manger des passagers, le mess de l'équipage et les cabines des passagers sont situés sur le pont directement au-dessus du pont à véhicules. Le pont au-dessus du pont des passagers est le pont qui abritait les quartiers du capitaine et du second, ainsi que des guetteurs et des gardiens. Au-dessus de celui-ci se trouve la timonerie, où s'effectuait la navigation principale du navire. Il y a aussi une petite maison de pilotage sur la poupe qui est utilisée pour amarrer le navire.
Le City of Milwaukee a navigué pour le Grand Trunk Western Railroad jusqu'en 1978, date à laquelle, en tant que dernier de leur flotte de trois navires, il a été affrété par l'Ann Arbor Railroad. Il a navigué sur cette route jusqu'en 1982, date à laquelle il a été définitivement retiré.

## Préservation
Il est actuellement conservé à Manistee en tant que National Historic Landmark Museum, propriété de la Society for the Preservation of the SS City of Milwaukee, une organisation à but non lucratif. En plus d'être un musée à visiter, il est également exploité de façon saisonnière comme un bed and breakfast, et chaque octobre, il est transformé en Manistee's Ghost Ship, où presque tout le navire est transformé en une attraction hantée afin de collecter des fonds. C'est le dernier car-ferry traditionnel non modifié à flotter sur les lacs, toujours avec son moteur à vapeur à triple expansion, ses boiseries d'origine et ses accessoires en laiton.
Il a été classé au registre national des lieux historiques le 14 décembre 1990  et nommé National Historic Landmark le 14 décembre 1990.